# 牙里坤·肉孜
牙里坤·肉孜（维吾尔语：يالقۇن روزى，拉丁维文：Yalqun Rozi，1966年3月4日—）维吾尔族作家、学者和文学评论家，曾任新疆教育出版社高级编辑，自2001年起担任该出版社维吾尔文教科书编纂委员会的负责人。2016年10月因涉嫌编辑含有民族仇恨内容的教材被捕。

## 生平
1966年3月4日出生于中华人民共和国新疆维吾尔自治区克孜勒苏柯尔克孜自治州阿图什县阿湖乡。1982年被新疆大学文学系录取。1987年毕业后到新疆人民广播电台做记者。1991年1月调任《新疆教育》维吾尔文编辑部，其后转入新疆教育出版社任编辑。
据中国官方媒体报道，牙里坤·肉孜与其他五名维吾尔族官员一起被指控企图“分裂国家”。2016年10月被捕，2018年1月因“煽动颠覆国家政权罪”而被判处15年监禁。